# Pachybrachis burlinii
Pachybrachis burlinii es una especie de insecto coleóptero de la familia Chrysomelidae.
Fue descrita científicamente en 1971 por Daccordi & Ruffo.